# Martin Rombouts
Martin Rombouts (Rotterdam, 14 september 1992) is een Nederlands schrijver, theatermaker, podcastmaker en performer. 

## Leven
Hij is de zoon van een mbo-docent van Surinaamse komaf en een moeder uit Teteringen, die een moeilijke verhouding met elkaar hadden. Hij groeide op in Rotterdam, grotendeels bij zijn moeder, die volgens hemzelf een grote invloed op hem had. Na een antroposofische basisschool (Vrijeschool Vredehof, 1996-2004) en vwo op het Libanon Lyceum (2004-2011), studeerde Rombouts Humanistiek aan de Universiteit voor Humanistiek in Utrecht (2011-2013). Ook volgde hij de opleiding Creative Writing aan de Artez Hogeschool voor de Kunsten in Arnhem (2013-2018). In 2018-2019 volgde hij het talentontwikkelingsprogramma Slow Writing Lab van het Nederlands Letterenfonds (2018-2019, project: Euroteken zevenduizend).

## Boyband
Sinds 2018 treedt hij op met de literaire boyband "BOYBAND", die verder bestaat uit Jelko Arts, Koen Frijns, Laurens van de Linde en Wout Waanders. In 2023 verscheen hun debuutalbum In Canon.

## De Slimste Mens
Tijdens de slopende ziekte van zijn moeder kreeg hij een uitnodiging om mee te doen aan de televisiekwis De Slimste Mens, uitgezonden door NPO 1. Rombouts won het 21e seizoen (uitgezonden op de grens van 2022/2023) van De Slimste Mens door in de finale te winnen van Anniek Pheifer.  Terugkijkend zag hij dat die deelname hem veel bekender had gemaakt dan dat hij toen was. Aan de andere kant kreeg hij te maken met complottheorieën; hij zou van de programmaleiding hebben mogen winnen.  In 2024 deed Rombouts ter gelegenheid van het 25ste seizoen opnieuw mee aan De Slimste Mens. Dit keer viel hij na drie afleveringen af.

## Werk

### Voorstellingen
- 2020: Voorstelling Poetic Resistance.[8]
- 2021: Fictiepodcast dat dus.
- 13 maart 2023: Première Peach Season, Grand Theatre, Groningen.[9], een multidisciplinaire dansvoorstelling (twee dansers, twee dichters en componist); hij schreef er de teksten voor op verzoek van Yvonne Zeegers.
- 2024 En ze noemen me ... Dientje; een hoorspel over slavernij; een meisje komt vanuit Suriname in Kampen terecht en keert als ze zich daar niet thuis voelt terug; eenmaal terug wordt ze daar ook niet meer geaccepteerd. [1]

### Publicaties
- I want to climb the mountain, 2017[10]
- Boek 1, 2025 (uitg. DasMag).

#### Boek 1
Na zijn deelname aan De Slimste Mens waren diverse uitgeverijen geïnteresseerd in de uitgifte van Boek 1 (hij tekende voor twee boeken; de werktitel werd de definitieve titel),Een droom van hem ging al in vervulling; hij kwam in zijn jeugd regelmatig in de buurtbibliotheek en droomde ervan daar ooit zelf te staan. De uitgeverij moest later kijken hoe hij het boekwerk moest catalogiseren. Het boek werd een ode aan zijn moeder, terwijl hij juist probeerde een boek te schrijven zonder naar zijn opvoeding te verwijzen. Hij kwam er achter dat hij toch steeds daar op uit kwam. Hij vertelt in Boek 1, dat hij bij haar een vrije opvoeding genoot (vader was uit beeld); hij er in zijn jeugd prettig bij voelde, maar tijdens de puberteit juist weer niet. Een van de thema’s van het boek is zijn relatieve rijkdom na een jeugd waarin moeder en zoon het niet breed hadden. Hij had liever niets over zijn vader geschreven, maar kwam er gaandeweg achter dat ook dat onmogelijk was; alhoewel afwezig was hij wel van invloed op Rombouts. 